# Giải bóng đá vô địch quốc gia Brasil 2024
Giải bóng đá vô địch quốc gia Brasil 2024 (Campeonato Brasileiro Série A 2024, tên chính thức là Brasileirão Betano 2024 vì lý do tài trợ) là mùa giải thứ 68 của Campeonato Brasileiro Série A, giải đấu bóng đá chuyên nghiệp hàng đầu tại Brasil và là mùa giải thứ 21 được tổ chức theo thể thức vòng tròn tính điểm kép kể từ khi thành lập vào năm 2003. Giải đấu bắt đầu vào ngày 13 tháng 4 và kết thúc vào ngày 8 tháng 12 năm 2024.
Sáu đội đứng đầu cũng như nhà vô địch Copa do Brasil 2024 sẽ đủ điều kiện tham dự Copa Libertadores. Sáu đội xếp hạng cao tiếp theo (không đủ điều kiện tham dự Copa Libertadores) sẽ đủ điều kiện tham dự Copa Sudamericana, còn bốn đội xếp cuối cùng sẽ xuống hạng Série B.
Palmeiras là nhà vô địch của mùa giải trước, còn nhà vô địch của mùa giải này là Botafogo (chức vô địch thứ 3).

## Các đội bóng
Có 20 đội tham gia giải đấu: 16 đội đứng đầu mùa giải trước và 4 đội thăng hạng từ Série B.
Vitória trở thành câu lạc bộ đầu tiên được thăng hạng vào ngày 12 tháng 11 năm 2023 sau chiến thắng 1-2 trước Novorizontino. Criciúma được thăng hạng vào ngày 18 tháng 11 năm 2023, còn Juventude và Atlético Goianiense được thăng hạng vào ngày 25 tháng 11 năm 2023.
| VT     | Xuống hạng từ Série A 2023 |
| ------ | -------------------------- |
| thứ 17 | Santos                     |
| thứ 18 | Goiás                      |
| thứ 19 | Coritiba                   |
| thứ 20 | América Mineiro            |

| VT      | Thăng hạng từ Série B 2023 |
| ------- | -------------------------- |
| vô địch | Vitória                    |
| á quân  | Juventude                  |
| thứ 3   | Criciúma                   |
| thứ 4   | Atlético Goianiense        |

### Số đội theo tiểu bang
| Số đội | Bang              | Đội                                                      |
| ------ | ----------------- | -------------------------------------------------------- |
| 4      | Rio de Janeiro    | Botafogo, Flamengo, Fluminense và Vasco da Gama          |
| 4      | São Paulo         | Corinthians, Palmeiras, Red Bull Bragantino và São Paulo |
| 3      | Rio Grande do Sul | Grêmio, Internacional và Juventude                       |
| 2      | Bahia             | Bahia và Vitória                                         |
| 2      | Minas Gerais      | Atlético Mineiro và Cruzeiro                             |
| 1      | Ceará             | Fortaleza                                                |
| 1      | Goiás             | Atlético Goianiense                                      |
| 1      | Mato Grosso       | Cuiabá                                                   |
| 1      | Paraná            | Athletico Paranaense                                     |
| 1      | Santa Catarina    | Criciúma                                                 |

### Sân vận động
| Đội                  | Địa điểm          | Bang              | Sân vận động                     | Sức chứa |
| -------------------- | ----------------- | ----------------- | -------------------------------- | -------- |
| Athletico Paranaense | Curitiba          | Paraná            | Ligga Arena                      | 42.372   |
| Atlético Goianiense  | Goiânia           | Goiás             | Antônio Accioly                  | 12.500   |
| Atlético Mineiro     | Belo Horizonte    | Minas Gerais      | Arena MRV                        | 46.000   |
| Bahia                | Salvador          | Bahia             | Casa de Apostas Arena Fonte Nova | 50.000   |
| Botafogo             | Rio de Janeiro    | Rio de Janeiro    | Olímpico Nilton Santos           | 46.931   |
| Corinthians          | São Paulo         | São Paulo         | Neo Química Arena                | 48.000   |
| Criciúma             | Criciúma          | Santa Catarina    | Heriberto Hülse                  | 19.300   |
| Cruzeiro             | Belo Horizonte    | Minas Gerais      | Mineirão                         | 61.846   |
| Cuiabá               | Cuiabá            | Mato Grosso       | Arena Pantanal                   | 44.097   |
| Flamengo             | Rio de Janeiro    | Rio de Janeiro    | Maracanã                         | 78.838   |
| Fluminense           | Rio de Janeiro    | Rio de Janeiro    | Maracanã                         | 78.838   |
| Fortaleza            | Fortaleza         | Ceará             | Castelão                         | 63.903   |
| Grêmio               | Porto Alegre      | Rio Grande do Sul | Arena do Grêmio                  | 55.662   |
| Internacional        | Porto Alegre      | Rio Grande do Sul | Beira-Rio                        | 50.128   |
| Juventude            | Caxias do Sul     | Rio Grande do Sul | Alfredo Jaconi                   | 19.924   |
| Palmeiras            | São Paulo         | São Paulo         | Allianz Parque                   | 43.713   |
| Red Bull Bragantino  | Bragança Paulista | São Paulo         | Nabi Abi Chedid                  | 17.022   |
| São Paulo            | São Paulo         | São Paulo         | MorumBIS                         | 67.428   |
| Vasco da Gama        | Rio de Janeiro    | Rio de Janeiro    | São Januário                     | 21.880   |
| Vitória              | Salvador          | Bahia             | Barradão                         | 30.793   |

## Nhân sự và tài trợ

### Nhân sự và tài trợ
| Đội                  | Huấn luyện viên trưởng     | Đội trưởng      | Nhà sản xuất trang phục | Nhà tài trợ chính | Các nhà tài trợ khác |
| -------------------- | -------------------------- | --------------- | ----------------------- | ----------------- | --- |
| Athletico Paranaense | Lucho González             | Thiago Heleno   | Umbro                   | Esportes da Sorte | Danh sách - - Trước: Copacol - Lưng: Neodent, Banco Inter - Tay áo: không - Quần đùi: không - Tất: không - Số: không                                                                                           |
| Atlético Goianiense  | Anderson Gomes (tạm thời)  | Ronaldo         | Dragão Premium          | Blaze.com         | Danh sách - - Trước: Blaze.com - Lưng: Unimed - Tay áo: Cristal Alimentos - Quần đùi: không - Tất: không - Số: không                                                                                           |
| Atlético Mineiro     | Lucas Gonçalves (tạm thời) | Hulk            | Adidas                  | Betano            | Danh sách - - Trước: You Saúde, Multimarcas Consórcios, Vilma Alimentos - Lưng: Galo BMG, Supermercados BH - Tay áo: Gerdau - Quần đùi: Auto Truck, ABC da Construção - Tất: không - Số: Mundiale              |
| Bahia                | Rogério Ceni               | Éverton Ribeiro | Esquadrão               | Esportes da Sorte | Danh sách - - Trước: Dular Alimentos - Lưng: Unimed - Tay áo: Canaã Alimentos - Quần đùi: ITS Brasil, Unimed, Faculdade Multivix - Tất: không - Số: Acelen                                                     |
| Botafogo             | Artur Jorge                | Marlon Freitas  | Reebok                  | Parimatch         | Danh sách - - Trước: không - Lưng: không - Tay áo: Centrum - Quần đùi: không - Tất: LifeFit - Số: không |
| Corinthians          | Ramón Díaz                 | Fagner          | Nike                    | Esportes da Sorte | Danh sách - - Trước: ALE Combustíveis, Foxlux - Lưng: EZZE Seguros - Tay áo: Corinthians BMG - Quần đùi: UniCesumar - Tất: không - Số: eFootball                                                               |
| Criciúma             | Cláudio Tencati            | Rodrigo         | Volt Sport              | EstrelaBet        | Danh sách - - Trước: Sicredi - Lưng: Rocha Alimentos, Cristalcopo - Tay áo: Universidade do Extremo Sul Catarinense - Quần đùi: EstrelaBet - Tất: không - Số: Unimed                                           |
| Cruzeiro             | Fernando Diniz             | Lucas Romero    | Adidas                  | Betfair           | Danh sách - - Trước: Lavitan, BP Consórcio - Lưng: Vilma Alimentos, Supermercados BH - Tay áo: Surf - Quần đùi: Faculdade Multivix - Tất: Kodilar Alimentos - Số: không                                        |
| Cuiabá               | Bernardo Franco            | Walter          | Kappa                   | Drebor            | Danh sách - - Trước: Sicredi, Agro Amazônia - Lưng: Sicredi, Conheça Mato Grosso - Tay áo: không - Quần đùi: Conheça Mato Grosso - Tất: không - Số: không                                                      |
| Flamengo             | Filipe Luís                | Gerson          | Adidas                  | PixBet            | Danh sách - - Trước: Banco de Brasília - Lưng: Mercado Livre, Assist Card - Tay áo: Kwai - Quần đùi: ABC da Construção - Tất: Zé Delivery - Số: không                                                          |
| Fluminense           | Mano Menezes               | Thiago Silva    | Umbro                   | Superbet          | Danh sách - - Trước: Leve Saúde, Frescatto, Univassouras - Lưng: Zé Delivery - Tay áp: Zinzane - Quần đùi: ABC da Construção - Tất: không - Số: không                                                          |
| Fortaleza            | Juan Pablo Vojvoda         | Tinga           | Volt Sport              | Novibet           | Danh sách - - Trước: Banco Inter, Zenir, Soccer Grass - Lưng: Brisanet, Soccer Grass, Unimed Fortaleza - Tay áo: Novibet - Quần đùi: Novibet, Matrix Fitness, SP Combustíveis - Tất: không - Số: Ftrade Brasil |
| Grêmio               | Renato Gaúcho              | Pedro Geromel   | Umbro                   | Banrisul          | Danh sách - - Trước: Esportes da Sorte - Lưng: Banrisul, Unimed - Tay áo: Vero Banrisul - Quần đùi: Esportes da Sorte - Tất: không - Số: Marquespan                                                            |
| Internacional        | Roger Machado              | Alan Patrick    | Adidas                  | Banrisul          | Danh sách - - Trước: không - Lưng: Banrisul, EstrelaBet, Unimed - Tay áo: Vero Banrisul - Quần đùi: không - Tất: không - Số: Marquespan                                                                        |
| Juventude            | Fábio Matias               | Nenê            | 19treze                 | Stake.com         | Danh sách - - Trước: Randon Corp - Lưng: RodOil, Humana Saúde - Tay áo: không - Quần đùi: không - Tất: không - Số: không                                                                                       |
| Palmeiras            | Abel Ferreira              | Gustavo Gómez   | Puma                    | Crefisa           | Danh sách - - Trước: Avanti Palmeiras, FAM Centro Universitário, Crefisa - Lưng: Crefisa, FAM Centro Universitário - Tay áo: Crefisa - Quần đùi: Crefisa - Tất: FAM Centro Universitário - Số: Crefisa         |
| Red Bull Bragantino  | Fernando Seabra            | Cleiton         | In-house                | Red Bull          | Danh sách - - Trước: không - Lưng: Red Bull, Asaas, Yanmar - Tay áo: Mrjack.bet - Quần đùi: không - Tất: không - Số: không                                                                                     |
| São Paulo            | Luis Zubeldía              | Rafinha         | New Balance             | Superbet          | Danh sách - - Trước: Ademicon, Viva Sorte - Lưng: Superbet, Blue Plano de Saúde - Tay áo: không - Quần đùi: ABC da Construção - Tất: không - Số: eFootball                                                     |
| Vasco da Gama        | Felipe Loureiro (tạm thời) | Pablo Vegetti   | Kappa                   | Betfair           | Danh sách - - Trước: Viva Sorte - Lưng: Vasco BMG, Betfair - Tay áo: Zé Delivery - Quần đùi: Viva Sorte, Intermac Assistance - Tất: không - Số: R10 Score                                                      |
| Vitória              | Thiago Carpini             | Wagner Leonardo | Volt Sport              | Betsat            | Danh sách - - Trước: Fatal Model, ITS Brasil, Acelen - Lưng: UniAgro - Tay áo: Vitória Bank - Quần đùi: X-Pro Ice Zero e Whey, Acelen - Tất: UniBarter - Số: không                                             |

Notes
1. 1 2 3 4  Trang phục do câu lạc bộ sản xuất

### Thay đổi huấn luyện viên
| Đội                  | HLV ra đi                  | Lý do                | Ngày ra đi | Vị trí trên BXH        | HLV đến                        | Ngày bổ nhiệm | Ghi chú       |
| -------------------- | -------------------------- | -------------------- | ---------- | ---------------------- | ------------------------------ | ------------- | ------------- |
| Cruzeiro             | Paulo Autuori              | Hết quản lý tạm thời | 6/12/2023  | Trước mùa giải         | Nicolás Larcamón               | 20/12/2023    | [ 32 ]        |
| Athletico Paranaense | Wesley Carvalho            | Hết quản lý tạm thời | 7/12/2023  | Trước mùa giải         | Juan Carlos Osorio             | 3/1/2024      | [ 33 ] [ 34 ] |
| São Paulo            | Dorival Júnior             | Ký bởi Brasil        | 7/1/2024   | Trước mùa giải         | Thiago Carpini                 | 11/1/2024     | [ 35 ] [ 36 ] |
| Juventude            | Thiago Carpini             | Ký bởi São Paulo     | 11/1/2024  | Trước mùa giải         | Roger Machado                  | 12/1/2024     | [ 36 ] [ 37 ] |
| Corinthians          | Mano Menezes               | Sa thải              | 5/2/2024   | Giải đấu cấp tiểu bang | Thiago Kosloski (tạm thời)     | 5/2/2024      | [ 38 ]        |
| Corinthians          | Thiago Kosloski (tạm thời) | Sa thải              | 9/2/2024   | Giải đấu cấp tiểu bang | António Oliveira               | 9/2/2024      | [ 39 ] [ 40 ] |
| Cuiabá               | António Oliveira           | Ký bởi Corinthians   | 9/2/2024   | Giải đấu cấp tiểu bang | Luiz Fernando Iubel (tạm thời) | 7/2/2024      | [ 40 ] [ 41 ] |
| Botafogo             | Tiago Nunes                | Sa thải              | 22/2/2024  | Giải đấu cấp tiểu bang | Fábio Matias (tạm thời)        | 22/2/2024     | [ 42 ]        |
| Athletico Paranaense | Juan Carlos Osorio         | Sa thải              | 3/3/2024   | Giải đấu cấp tiểu bang | Cuca                           | 4/3/2024      | [ 43 ] [ 44 ] |
| Atlético Mineiro     | Luiz Felipe Scolari        | Thỏa thuận chung     | 20/3/2024  | Giải đấu cấp tiểu bang | Gabriel Milito                 | 24/3/2024     | [ 45 ] [ 46 ] |
| Botafogo             | Fábio Matias               | Hết quản lý tạm thời | 3/4/2024   | Giải đấu cấp tiểu bang | Artur Jorge                    | 3/4/2024      | [ 47 ]        |
| Cruzeiro             | Nicolás Larcamón           | Sa thải              | 8/4/2024   | Giải đấu cấp tiểu bang | Fernando Seabra                | 9/4/2024      | [ 48 ] [ 49 ] |
| São Paulo            | Thiago Carpini             | Sa thải              | 18/4/2024  | thứ 19                 | Luis Zubeldía                  | 20/4/2024     | [ 50 ] [ 51 ] |
| Vasco da Gama        | Ramón Díaz                 | Sa thải              | 27/4/2024  | thứ 16                 | Rafael Paiva (tạm thời)        | 27/4/2024     | [ 52 ]        |
| Cuiabá               | Luiz Fernando Iubel        | Từ chức              | 29/4/2024  | thứ 20                 | Petit                          | 1/5/2024      | [ 53 ] [ 54 ] |
| Vitória              | Léo Condé                  | Sa thải              | 14/5/2024  | thứ 18                 | Thiago Carpini                 | 14/5/2024     | [ 55 ] [ 56 ] |
| Vasco da Gama        | Rafael Paiva (tạm thời)    | Hết quản lý tạm thời | 21/5/2024  | thứ 18                 | Álvaro Pacheco                 | 21/5/2024     | [ 57 ]        |
| Vasco da Gama        | Álvaro Pacheco             | Sa thải              | 20/6/2024  | thứ 17                 | Rafael Paiva (tạm thời)        | 20/6/2024     | [ 58 ]        |
| Atlético Goianiense  | Jair Ventura               | Sa thải              | 21/6/2024  | thứ 16                 | Anderson Gomes (tạm thời)      | 21/6/2024     | [ 59 ]        |
| Athletico Paranaense | Cuca                       | Từ chức              | 24/6/2024  | thứ 5                  | Juca Antonello (tạm thời)      | 24/6/2024     | [ 60 ]        |
| Fluminense           | Fernando Diniz             | Sa thải              | 24/6/2024  | thứ 20                 | Marcão (tạm thời)              | 24/6/2024     | [ 61 ]        |
| Fluminense           | Marcão                     | Hết quản lý tạm thời | 1/7/2024   | thứ 20                 | Mano Menezes                   | 1/7/2024      | [ 62 ]        |
| Corinthians          | António Oliveira           | Sa thải              | 2/7/2024   | thứ 19                 | Raphael Laruccia (tạm thời)    | 2/7/2024      | [ 63 ]        |
| Atlético Goianiense  | Anderson Gomes             | Hết quản lý tạm thời | 4/7/2024   | thứ 17                 | Vagner Mancini                 | 4/7/2024      | [ 64 ]        |
| Athletico Paranaense | Juca Antonello             | Hết quản lý tạm thời | 10/7/2024  | thứ 7                  | Martín Varini                  | 9/7/2024      | [ 65 ]        |
| Corinthians          | Raphael Laruccia           | Hết quản lý tạm thời | 10/7/2024  | thứ 17                 | Ramón Díaz                     | 10/7/2024     | [ 66 ]        |
| Internacional        | Eduardo Coudet             | Sa thải              | 10/7/2024  | thứ 11                 | Pablo Fernandez (tạm thời)     | 10/7/2024     | [ 67 ]        |
| Juventude            | Roger Machado              | Từ chức              | 17/7/2024  | thứ 12                 | Jair Ventura                   | 17/7/2014     | [ 68 ] [ 69 ] |
| Internacional        | Pablo Fernandez            | Hết quản lý tạm thời | 18/7/2024  | thứ 13                 | Roger Machado                  | 18/7/2024     | [ 70 ]        |
| Atlético Goianiense  | Vagner Mancini             | Sa thải              | 4/8/2024   | thứ 20                 | Umberto Louzer                 | 5/8/2024      | [ 71 ] [ 72 ] |
| Cuiabá               | Petit                      | Từ chức              | 27/8/2024  | thứ 19                 | Bernardo Franco                | 28/8/2024     | [ 73 ] [ 74 ] |
| Cruzeiro             | Fernando Seabra            | Sa thải              | 23/9/2024  | thứ 7                  | Fernando Diniz                 | 23/9/2024     | [ 75 ] [ 76 ] |
| Athletico Paranaense | Martín Varini              | Sa thải              | 23/9/2024  | thứ 13                 | Lucho González                 | 24/9/2024     | [ 77 ] [ 78 ] |
| Flamengo             | Tite                       | Sa thải              | 30/9/2024  | thứ 4                  | Filipe Luís                    | 30/9/2024     | [ 79 ]        |
| Juventude            | Jair Ventura               | Sa thải              | 26/10/2024 | thứ 17                 | Fábio Matias                   | 27/10/2024    | [ 80 ] [ 81 ] |
| Red Bull Bragantino  | Pedro Caixinha             | Sa thải              | 27/10/2024 | thứ 16                 | Fernando Seabra                | 31/10/2024    | [ 82 ] [ 83 ] |
| Atlético Goianiense  | Umberto Louzer             | Từ chức              | 29/9/2024  | thứ 20                 | Anderson Gomes (tạm thời)      | 29/10/2024    | [ 84 ]        |
| Vasco da Gama        | Rafael Paiva               | Sa thải              | 24/11/2024 | thứ 11                 | Felipe Loureiro (tạm thời)     | 24/11/2024    | [ 85 ] [ 86 ] |
| Atlético Mineiro     | Gabriel Milito             | Sa thải              | 4/12/2024  | thứ 14                 | Lucas Gonçalves (tạm thời)     | 5/12/2024     | [ 87 ]        |

Notes
1. ↑  Milton Cruz là huấn luyện viên trưởng tạm quyền trong trận đấu vòng 3 với Atlético Goianiense vào ngày 21 tháng 4.
2. ↑  Ricardo Colbachini là huấn luyện viên trưởng tạm quyền trong một trận đấu ở Copa do Brasil 2024 với Goiás vào ngày 2 tháng 5.
3. 1 2  Tạm thời đến hết mùa giải.

### Cầu thủ nước ngoài
Mỗi câu lạc bộ có thể có tối đa chín cầu thủ nước ngoài trong đội hình Campeonato Brasileiro mỗi trận đấu, nhưng không giới hạn số lượng cầu thủ nước ngoài trong đội hình của câu lạc bộ.
- Những cầu thủ được in đậm cho biết họ được đăng ký trong kỳ chuyển nhượng giữa mùa giải.

| Câu lạc bộ           | Cầu thủ 1         | Cầu thủ 2          | Cầu thủ 3          | Cầu thủ 4        | Cầu thủ 5            | Cầu thủ 6              | Cầu thủ 7          | Cầu thủ 8            | Cầu thủ 9        | Cầu thủ 10       | Cầu thủ 11       |
| -------------------- | ----------------- | ------------------ | ------------------ | ---------------- | -------------------- | ---------------------- | ------------------ | -------------------- | ---------------- | ---------------- | ---------------- |
| Athletico Paranaense | Tomás Cuello      | Lucas Di Yorio     | Lucas Esquivel     | Leonardo Godoy   | Bruno Zapelli        | Mateo Gamarra          | Agustín Canobbio   | Gonzalo Mastriani    |                  |                  |                  |
| Atlético Goianiense  | Ángelo Araos      | Yeferson Rodallega | Joel Campbell      | Alejo Cruz       | Gonzalo Freitas      | Rafael Haller          | Emiliano Rodríguez | Jan Carlos Hurtado   | Matías Lacava    |                  |                  |
| Atlético Mineiro     | Rodrigo Battaglia | Renzo Saravia      | Fausto Vera        | Matías Zaracho   | Eduardo Vargas       | Brahian Palacios       | Alan Franco        | Júnior Alonso        | Mauricio Lemos   |                  |                  |
| Bahia                | Víctor Cuesta     | Santiago Arias     | Nicolás Acevedo    | Carlos de Pena   | Luciano Rodríguez    |                        |                    |                      |                  |                  |                  |
| Botafogo             | Bastos            | Thiago Almada      | Alexander Barboza  | Gatito Fernández | Óscar Romero         | Mateo Ponte            | Jefferson Savarino |                      |                  |                  |                  |
| Corinthians          | Rodrigo Garro     | Diego Palacios     | Félix Torres       | Memphis Depay    | Ángel Romero         | André Carrillo         | Héctor Hernández   | José Andrés Martínez |                  |                  |                  |
| Criciúma             | Yannick Bolasie   | Miguel Trauco      | Tobias Figueiredo  | Wilker Ángel     |                      |                        |                    |                      |                  |                  |                  |
| Cruzeiro             | Álvaro Barreal    | Lautaro Díaz       | Juan Dinenno       | Lucas Romero     | Lucas Villalba       | Fabrizio Peralta       |                    |                      |                  |                  |                  |
| Cuiabá               | Isidro Pitta      |                    |                    |                  |                      |                        |                    |                      |                  |                  |                  |
| Flamengo             | Carlos Alcaraz    | Agustín Rossi      | Erick Pulgar       | Gonzalo Plata    | Shola Ogundana       | Giorgian de Arrascaeta | Nicolás de la Cruz | Guillermo Varela     | Matías Viña      |                  |                  |
| Fluminense           | Germán Cano       | Jhon Arias         | Gabriel Fuentes    | Jan Lucumí       | Kevin Serna          | Facundo Bernal         | David Terans       |                      |                  |                  |                  |
| Fortaleza            | Emanuel Brítez    | Tomás Cardona      | Juan Martín Lucero | Imanol Machuca   | Eros Mancuso         | Emmanuel Martínez      | Tomás Pochettino   | Benjamín Kuscevic    | Kervin Andrade   |                  |                  |
| Grêmio               | Franco Cristaldo  | Walter Kannemann   | Agustín Marchesín  | Cristian Pavón   | Alexander Aravena    | Miguel Monsalve        | Martin Braithwaite | Mathías Villasanti   | Matías Arezo     | Yeferson Soteldo |                  |
| Internacional        | Braian Aguirre    | Lucas Alario       | Alexandro Bernabei | Gabriel Mercado  | Rafael Santos Borré  | Enner Valencia         | Sergio Rochet      | Agustín Rogel        |                  |                  |                  |
| Juventude            | Tomi Montefiori   | Ronie Carrillo     |                    |                  |                      |                        |                    |                      |                  |                  |                  |
| Palmeiras            | Agustín Giay      | José Manuel López  | Aníbal Moreno      | Richard Ríos     | Gustavo Gómez        | Joaquín Piquerez       |                    |                      |                  |                  |                  |
| Red Bull Bragantino  | Ivan Cavaleiro    | Kelvin Flórez      | Henry Mosquera     | Sergio Palacios  | José Hurtado         | Thiago Borbas          |                    |                      |                  |                  |                  |
| São Paulo            | Jonathan Calleri  | Alan Franco        | Giuliano Galoppo   | Santiago Longo   | Luis Manuel Orejuela | Robert Arboleda        | Jhegson Méndez     | Jamal Lewis          | Damián Bobadilla | Michel Araújo    | Nahuel Ferraresi |
| Vasco da Gama        | Juan Sforza       | Pablo Vegetti      | Pablo Galdames     | Jean Meneses     | Emerson Rodríguez    | Dimitri Payet          | Robert Rojas       | Maxime Dominguez     | Puma Rodríguez   |                  |                  |
| Vitória              | Raúl Cáceres      |                    |                    |                  |                      |                        |                    |                      |                  |                  |                  |

#### Cầu thủ có quốc tịch kép Brasil
Họ không được coi là cầu thủ nước ngoài.
- Cicinho (Bahia)
- Diego Costa (Grêmio)
- Wanderson (Internacional)
- João Moreira (São Paulo)

## Bảng xếp hạng

### Bảng xếp hạng
| VT | Đội                      | ST | T  | H  | B  | BT | BB | HS  | Đ  | Giành quyền tham dự hoặc xuống hạng |
| -- | ------------------------ | -- | -- | -- | -- | -- | -- | --- | -- | ----------------------------------- |
| 1  | Botafogo (C)             | 38 | 23 | 10 | 5  | 59 | 29 | +30 | 79 | Tham dự vòng bảng Copa Libertadores |
| 2  | Palmeiras                | 38 | 22 | 7  | 9  | 60 | 33 | +27 | 73 | Tham dự vòng bảng Copa Libertadores |
| 3  | Flamengo                 | 38 | 20 | 10 | 8  | 61 | 42 | +19 | 70 | Tham dự vòng bảng Copa Libertadores |
| 4  | Fortaleza                | 38 | 19 | 11 | 8  | 53 | 39 | +14 | 68 | Tham dự vòng bảng Copa Libertadores |
| 5  | Internacional            | 38 | 18 | 11 | 9  | 53 | 36 | +17 | 65 | Tham dự vòng bảng Copa Libertadores |
| 6  | São Paulo                | 38 | 17 | 8  | 13 | 53 | 43 | +10 | 59 | Tham dự vòng bảng Copa Libertadores |
| 7  | Corinthians              | 38 | 15 | 11 | 12 | 54 | 45 | +9  | 56 | Tham dự vòng hai Copa Libertadores  |
| 8  | Bahia                    | 38 | 15 | 8  | 15 | 49 | 49 | 0   | 53 | Tham dự vòng hai Copa Libertadores  |
| 9  | Cruzeiro                 | 38 | 14 | 10 | 14 | 43 | 41 | +2  | 52 | Tham dự vòng bảng Copa Sudamericana |
| 10 | Vasco da Gama            | 38 | 14 | 8  | 16 | 43 | 56 | −13 | 50 | Tham dự vòng bảng Copa Sudamericana |
| 11 | Vitória                  | 38 | 13 | 8  | 17 | 45 | 52 | −7  | 47 | Tham dự vòng bảng Copa Sudamericana |
| 12 | Atlético Mineiro         | 38 | 11 | 14 | 13 | 49 | 56 | −7  | 47 | Tham dự vòng bảng Copa Sudamericana |
| 13 | Fluminense               | 38 | 12 | 10 | 16 | 33 | 39 | −6  | 46 | Tham dự vòng bảng Copa Sudamericana |
| 14 | Grêmio                   | 38 | 12 | 9  | 17 | 43 | 49 | −6  | 45 | Tham dự vòng bảng Copa Sudamericana |
| 15 | Juventude                | 38 | 11 | 12 | 15 | 48 | 59 | −11 | 45 |                                     |
| 16 | Red Bull Bragantino      | 38 | 10 | 14 | 14 | 44 | 48 | −4  | 44 |                                     |
| 17 | Athletico Paranaense (R) | 38 | 11 | 9  | 18 | 38 | 44 | −6  | 42 | Xuống hạng Série B                  |
| 18 | Criciúma (R)             | 38 | 9  | 11 | 18 | 42 | 61 | −19 | 38 | Xuống hạng Série B                  |
| 19 | Atlético Goianiense (R)  | 38 | 7  | 9  | 22 | 29 | 58 | −29 | 30 | Xuống hạng Série B                  |
| 20 | Cuiabá (R)               | 38 | 6  | 12 | 20 | 29 | 49 | −20 | 30 | Xuống hạng Série B                  |

1. ↑  Botafogo và Flamengo đủ điều kiện tham dự vòng bảng Copa Libertadores khi lần lượt vô địch Copa Libertadores 2024 và Cúp Brasil 2024.

### Vị trí theo vòng
Bảng liệt kê vị trí của các đội sau mỗi vòng thi đấu. Để duy trì các diễn biến theo trình tự thời gian, bất kỳ trận đấu bù nào (vì bị hoãn) sẽ không được tính vào vòng đấu mà chúng đã được lên lịch ban đầu, mà sẽ được tính thêm vào vòng đấu diễn ra ngay sau đó.
| Đội ╲ Vòng          | 1                    | 2 | 3 | 4 | 5 | 6 | 7 | 8 | 9 | 10 | 11 | 12 | 13 | 14 | 15 | 16 | 17 | 18 | 19 | 20 | 21 | 22 | 23 | 24 | 25 | 26 | 27 | 28 | 29 | 30 | 31 | 32 | 33 | 34 | 35 | 36 | 37 | 38 |    |
| ------------------- | -------------------- | - | - | - | - | - | - | - | - | -- | -- | -- | -- | -- | -- | -- | -- | -- | -- | -- | -- | -- | -- | -- | -- | -- | -- | -- | -- | -- | -- | -- | -- | -- | -- | -- | -- | -- | -- |
| Đội ╲ Vòng          | Athletico Paranaense | 1 |   |   |   |   |   |   |   |    |    |    |    |    |    |    |    |    |    | 8  | 8  | 8  | 8  | 9  | 10 | 12 | 13 | 13 | 15 | 15 | 18 | 16 | 17 | 18 | 14 | 15 | 14 | 16 | 17 |
| Atlético Goianiense | 15                   |   |   |   |   |   |   |   |   |    |    |    |    |    |    |    |    |    | 20 | 20 | 20 | 20 | 20 | 20 | 20 | 20 | 20 | 20 | 20 | 20 | 20 | 20 | 20 | 20 | 20 | 20 | 19 | 19 |    |
| Atlético Mineiro    | 12                   |   |   |   |   |   |   |   |   |    |    |    |    |    |    |    |    |    | 10 | 9  | 9  | 9  | 8  | 9  | 9  | 10 | 9  | 10 | 10 | 9  | 10 | 10 | 10 | 11 | 10 | 13 | 14 | 12 |    |
| Bahia               | 16                   |   |   |   |   |   |   |   |   |    |    |    |    |    |    |    |    |    | 7  | 7  | 7  | 7  | 5  | 6  | 7  | 6  | 6  | 6  | 7  | 7  | 7  | 7  | 8  | 8  | 8  | 7  | 8  | 8  |    |
| Botafogo            | 14                   |   |   |   |   |   |   |   |   |    |    |    |    |    |    |    |    |    | 1  | 2  | 1  | 1  | 1  | 2  | 1  | 1  | 1  | 1  | 1  | 1  | 1  | 1  | 1  | 1  | 1  | 1  | 1  | 1  |    |
| Corinthians         | 13                   |   |   |   |   |   |   |   |   |    |    |    |    |    |    |    |    |    | 14 | 15 | 18 | 17 | 17 | 18 | 17 | 18 | 17 | 17 | 18 | 17 | 15 | 13 | 11 | 9  | 9  | 8  | 7  | 7  |    |
| Criciúma            | 10                   |   |   |   |   |   |   |   |   |    |    |    |    |    |    |    |    |    | 15 | 12 | 12 | 14 | 14 | 15 | 13 | 15 | 15 | 14 | 12 | 11 | 12 | 15 | 15 | 17 | 17 | 17 | 18 | 18 |    |
| Cruzeiro            | 2                    |   |   |   |   |   |   |   |   |    |    |    |    |    |    |    |    |    | 5  | 5  | 5  | 6  | 7  | 7  | 5  | 7  | 7  | 8  | 8  | 8  | 8  | 8  | 7  | 7  | 7  | 9  | 9  | 9  |    |
| Cuiabá              | 20                   |   |   |   |   |   |   |   |   |    |    |    |    |    |    |    |    |    | 16 | 18 | 19 | 19 | 19 | 19 | 19 | 19 | 19 | 19 | 19 | 19 | 19 | 19 | 19 | 19 | 19 | 19 | 20 | 20 |    |
| Flamengo            | 3                    |   |   |   |   |   |   |   |   |    |    |    |    |    |    |    |    |    | 2  | 1  | 2  | 3  | 4  | 4  | 4  | 4  | 4  | 4  | 4  | 4  | 4  | 4  | 4  | 4  | 5  | 3  | 3  | 3  |    |
| Fluminense          | 8                    |   |   |   |   |   |   |   |   |    |    |    |    |    |    |    |    |    | 19 | 19 | 17 | 18 | 18 | 16 | 16 | 16 | 18 | 18 | 16 | 15 | 13 | 14 | 14 | 15 | 16 | 16 | 15 | 13 |    |
| Fortaleza           | 4                    |   |   |   |   |   |   |   |   |    |    |    |    |    |    |    |    |    | 4  | 4  | 3  | 2  | 2  | 1  | 2  | 3  | 3  | 3  | 3  | 3  | 3  | 3  | 3  | 3  | 4  | 5  | 5  | 4  |    |
| Grêmio              | 17                   |   |   |   |   |   |   |   |   |    |    |    |    |    |    |    |    |    | 17 | 16 | 14 | 13 | 15 | 13 | 15 | 14 | 12 | 13 | 11 | 12 | 11 | 11 | 12 | 13 | 14 | 11 | 12 | 14 |    |
| Internacional       | 5                    |   |   |   |   |   |   |   |   |    |    |    |    |    |    |    |    |    | 13 | 14 | 16 | 15 | 13 | 11 | 10 | 8  | 8  | 7  | 6  | 6  | 5  | 5  | 5  | 5  | 3  | 4  | 4  | 5  |    |
| Juventude           | 11                   |   |   |   |   |   |   |   |   |    |    |    |    |    |    |    |    |    | 12 | 13 | 13 | 12 | 11 | 12 | 14 | 11 | 11 | 12 | 14 | 14 | 18 | 18 | 16 | 16 | 13 | 15 | 13 | 15 |    |
| Palmeiras           | 7                    |   |   |   |   |   |   |   |   |    |    |    |    |    |    |    |    |    | 3  | 3  | 4  | 4  | 3  | 3  | 3  | 2  | 2  | 2  | 2  | 2  | 2  | 2  | 2  | 2  | 2  | 2  | 2  | 2  |    |
| Red Bull Bragantino | 9                    |   |   |   |   |   |   |   |   |    |    |    |    |    |    |    |    |    | 9  | 10 | 10 | 11 | 12 | 14 | 11 | 12 | 14 | 11 | 13 | 13 | 17 | 16 | 17 | 18 | 18 | 18 | 17 | 16 |    |
| São Paulo           | 18                   |   |   |   |   |   |   |   |   |    |    |    |    |    |    |    |    |    | 6  | 6  | 6  | 5  | 6  | 5  | 6  | 5  | 5  | 5  | 5  | 5  | 6  | 6  | 6  | 6  | 6  | 6  | 6  | 6  |    |
| Vasco da Gama       | 6                    |   |   |   |   |   |   |   |   |    |    |    |    |    |    |    |    |    | 11 | 11 | 11 | 10 | 10 | 8  | 8  | 9  | 10 | 9  | 9  | 10 | 9  | 9  | 9  | 10 | 11 | 12 | 10 | 10 |    |
| Vitória             | 19                   |   |   |   |   |   |   |   |   |    |    |    |    |    |    |    |    |    | 18 | 17 | 15 | 16 | 16 | 17 | 18 | 17 | 16 | 16 | 17 | 16 | 14 | 12 | 13 | 12 | 12 | 10 | 11 | 11 |    |

## Kết quả

### Tỷ số
| Nhà \ Khách          | CAP | ACG | CAM | BAH | BOT | COR | CRI | CRU | CUI | FLA | FLU | FOR | GRE | INT | JUV | PAL | RBB | SPA | VAS | VIT |
| -------------------- | --- | --- | --- | --- | --- | --- | --- | --- | --- | --- | --- | --- | --- | --- | --- | --- | --- | --- | --- | --- |
| Athletico Paranaense | —   | 2–0 | 1–0 | 1–3 | 0–1 | 1–1 | 3–1 | 3–0 | 4–0 | 1–1 | 1–1 | 1–1 | 0–2 | 1–0 | 1–2 | 0–2 | 1–2 | 1–2 | 1–0 | 1–2 |
| Atlético Goianiense  | 1–2 | —   | 1–0 | 1–1 | 1–4 | 2–2 | 1–2 | 0–1 | 0–0 | 1–2 | 1–0 | 3–1 | 1–1 | 1–0 | 2–1 | 0–1 | 0–0 | 0–3 | 0–1 | 0–2 |
| Atlético Mineiro     | 1–0 | 1–1 | —   | 1–1 | 0–0 | 2–1 | 1–1 | 3–0 | 1–1 | 2–4 | 0–2 | 1–1 | 2–1 | 1–3 | 2–3 | 0–4 | 3–0 | 2–1 | 2–0 | 2–2 |
| Bahia                | 1–1 | 2–0 | 3–0 | —   | 0–0 | 0–1 | 1–0 | 4–1 | 1–2 | 0–2 | 2–1 | 1–0 | 1–0 | 1–1 | 2–0 | 1–2 | 1–0 | 0–3 | 2–1 | 2–0 |
| Botafogo             | 1–1 | 1–0 | 3–0 | 1–2 | —   | 2–1 | 1–1 | 0–3 | 0–0 | 4–1 | 1–0 | 2–0 | 0–0 | 1–0 | 5–1 | 1–0 | 2–1 | 2–1 | 3–0 | 1–1 |
| Corinthians          | 5–2 | 3–0 | 0–0 | 3–0 | 0–1 | —   | 2–1 | 2–1 | 1–1 | 2–1 | 3–0 | 0–0 | 2–2 | 2–2 | 1–1 | 2–0 | 1–1 | 2–2 | 3–1 | 3–2 |
| Criciúma             | 0–0 | 2–0 | 2–1 | 2–2 | 2–1 | 2–4 | —   | 1–0 | 2–5 | 0–3 | 1–1 | 1–1 | 0–1 | 1–1 | 1–1 | 1–2 | 1–0 | 1–1 | 2–2 | 0–1 |
| Cruzeiro             | 2–0 | 3–1 | 0–0 | 1–1 | 3–2 | 3–0 | 2–1 | —   | 2–1 | 0–1 | 2–0 | 1–2 | 1–1 | 0–0 | 2–0 | 1–2 | 2–1 | 0–1 | 1–1 | 3–1 |
| Cuiabá               | 1–2 | 0–0 | 0–3 | 1–2 | 1–2 | 0–1 | 2–1 | 0–0 | —   | 1–2 | 0–1 | 5–0 | 1–3 | 0–1 | 0–0 | 0–2 | 1–1 | 2–0 | 1–2 | 0–0 |
| Flamengo             | 1–0 | 2–0 | 0–0 | 2–1 | 0–2 | 2–0 | 2–1 | 2–1 | 1–1 | —   | 0–2 | 1–2 | 2–1 | 3–2 | 4–2 | 1–1 | 2–1 | 2–1 | 1–1 | 2–2 |
| Fluminense           | 1–0 | 1–2 | 2–2 | 1–0 | 0–1 | 0–0 | 0–0 | 1–0 | 1–0 | 0–1 | —   | 2–2 | 2–2 | 1–1 | 1–1 | 1–0 | 2–2 | 2–0 | 2–1 | 0–1 |
| Fortaleza            | 1–0 | 3–1 | 1–1 | 4–1 | 1–1 | 1–0 | 1–0 | 1–1 | 1–0 | 0–0 | 1–0 | —   | 1–0 | 3–0 | 2–1 | 3–0 | 1–1 | 1–0 | 3–0 | 3–1 |
| Grêmio               | 2–0 | 3–1 | 2–3 | 0–2 | 1–2 | 0–3 | 1–2 | 0–2 | 1–0 | 3–2 | 1–0 | 3–1 | —   | 0–1 | 2–2 | 2–2 | 0–2 | 2–1 | 1–0 | 2–0 |
| Internacional        | 2–2 | 1–1 | 1–2 | 2–1 | 0–1 | 1–0 | 2–0 | 1–0 | 3–0 | 1–1 | 2–0 | 2–1 | 1–0 | —   | 2–1 | 1–1 | 4–1 | 0–0 | 1–2 | 3–1 |
| Juventude            | 1–1 | 1–0 | 1–1 | 2–1 | 3–2 | 2–0 | 1–2 | 0–1 | 1–1 | 2–1 | 2–1 | 0–3 | 3–0 | 1–3 | —   | 3–5 | 1–1 | 0–0 | 2–0 | 1–1 |
| Palmeiras            | 0–2 | 3–1 | 2–1 | 2–0 | 1–3 | 2–0 | 5–0 | 2–0 | 5–0 | 0–0 | 0–1 | 2–2 | 1–0 | 0–1 | 3–1 | —   | 2–1 | 2–1 | 2–0 | 0–2 |
| Red Bull Bragantino  | 1–0 | 3–1 | 1–2 | 2–1 | 0–1 | 1–0 | 5–1 | 1–1 | 0–0 | 1–1 | 0–1 | 1–2 | 2–2 | 2–2 | 2–1 | 0–0 | —   | 1–1 | 2–1 | 2–1 |
| São Paulo            | 2–1 | 1–0 | 2–2 | 3–1 | 2–2 | 3–1 | 2–1 | 2–0 | 0–1 | 1–0 | 2–1 | 1–2 | 1–0 | 1–3 | 1–2 | 0–0 | 2–0 | —   | 3–0 | 2–1 |
| Vasco da Gama        | 2–1 | 2–2 | 2–0 | 3–2 | 1–1 | 2–0 | 0–4 | 0–0 | 1–0 | 1–6 | 2–0 | 2–0 | 2–1 | 0–1 | 1–1 | 0–1 | 2–2 | 4–1 | —   | 2–1 |
| Vitória              | 0–1 | 0–2 | 4–2 | 2–2 | 0–1 | 1–2 | 2–1 | 2–2 | 1–0 | 1–2 | 2–1 | 2–0 | 1–1 | 2–1 | 1–0 | 0–1 | 1–0 | 1–3 | 0–1 | —   |

### Bảng thắng bại
- T = Thắng, H = Hòa, B = Bại
- () = Trận đấu bị hoãn
- (T), (H), (B) = Trận đấu bù với kết quả; Trận đấu bù được ghi trong cột nào, ví dụ cột số 7 có nghĩa là đã thi đấu sau vòng 7 và trước vòng 8
- [] = Trận đấu diễn ra trước (2 trận đấu ở vòng 36 đã được thi đấu khi vòng 35 đang diễn ra)
- – = không thi đấu

| Đội \ Vòng      | 1 | 2  | 3  | 4 | 5  | 6  | 7       | 8 | 9 | 10 | 11 | 12 | 13 | 14 | 15 | 16 | 17 | 18    | 19 | Đội             | 20 | 21 | 22    | 23 | 24    | 25    | 26 | 27    | 28 | 29    | 30    | 31    | 32 | 33    | 34 | 35    | 36 | 37 | 38 | Đội             |
| --------------- | - | -- | -- | - | -- | -- | ------- | - | - | -- | -- | -- | -- | -- | -- | -- | -- | ----- | -- | --------------- | -- | -- | ----- | -- | ----- | ----- | -- | ----- | -- | ----- | ----- | ----- | -- | ----- | -- | ----- | -- | -- | -- | --------------- |
| Ath. Paranaense | T | B  | T  | H | T  | T  | B       | T | H | H  | H  | B  | T  | B  | T  | B  | () | B     | () | Ath. Paranaense | T  | B  | H     | B  | B     | B     | H  | H     | B  | B     | B (B) | T     | B  | B (T) | T  | H     | H  | B  | B  | Ath. Paranaense |
| Atl. Goianiense | B | B  | B  | H | () | B  | T (B)   | H | T | B  | H  | H  | H  | B  | B  | B  | B  | B     | H  | Atl. Goianiense | B  | B  | B     | T  | T     | B     | B  | B     | T  | B     | H     | B     | T  | H     | B  | B     | H  | T  | B  | Atl. Goianiense |
| Atl. Mineiro    | H | H  | T  | T | H  | () | H       | T | B | B  | H  | T  | H  | B  | B  | T  | H  | T     | () | Atl. Mineiro    | T  | B  | H     | H  | B     | T     | B  | T     | B  | H (T) | H     | B     | B  | H (B) | H  | H [B] | –  | B  | T  | Atl. Mineiro    |
| Bahia           | B | T  | H  | T | T  | T  | H       | T | H | B  | T  | T  | B  | T  | B  | T  | B  | B     | H  | Bahia           | H  | B  | T     | T  | H     | B     | T  | B     | T  | B     | H     | B     | B  | B     | B  | H     | T  | B  | T  | Bahia           |
| Botafogo        | B | T  | T  | T | B  | H  | T       | T | T | H  | B  | T  | H  | T  | T  | T  | T  | T     | H  | Botafogo        | B  | T  | B     | T  | H     | T     | T  | T     | H  | T     | H     | T     | T  | H     | H  | H [T] | –  | T  | T  | Botafogo        |
| Corinthians     | H | B  | B  | T | H  | B  | B       | H | H | B  | H  | H  | B  | T  | B  | B  | T  | T     | H  | Corinthians     | B  | H  | H     | H  | B     | T     | B  | T     | B  | H     | T     | T     | T  | T     | T  | T     | T  | T  | T  | Corinthians     |
| Criciúma        | H | H  | () | T | () | () | B (B)   | B | H | T  | T  | B  | H  | T  | B  | H  | B  | B (H) | () | Criciúma        | T  | T  | B     | H  | B (T) | B     | B  | H (T) | B  | T     | H     | H     | B  | B     | B  | H     | B  | B  | B  | Criciúma        |
| Cruzeiro        | T | H  | B  | T | () | T  | B       | T | H | T  | B  | T  | B  | B  | T  | T  | T  | B     | T  | Cruzeiro        | T  | B  | H     | H  | B (H) | T     | B  | H     | H  | B     | H     | B     | B  | T     | B  | H     | H  | B  | T  | Cruzeiro        |
| Cuiabá          | B | () | B  | B | B  | () | B(H)(T) | B | T | T  | H  | H  | H  | B  | H  | () | T  | B     | () | Cuiabá          | B  | B  | B     | H  | B     | T (H) | B  | H     | B  | T     | H (B) | B     | H  | H     | B  | H     | B  | B  | B  | Cuiabá          |
| Flamengo        | T | T  | H  | B | H  | T  | T       | T | H | T  | T  | B  | T  | T  | H  | B  | () | T     | T  | Flamengo        | T  | B  | H     | B  | T     | B     | H  | B     | T  | T     | B     | T (H) | T  | H     | T  | H     | T  | T  | H  | Flamengo        |
| Fluminense      | H | B  | T  | B | H  | B  | H       | B | B | B  | B  | B  | B  | H  | B  | H  | () | T     | T  | Fluminense      | T  | T  | B     | H  | T     | T     | B  | B     | B  | T     | T (T) | B     | H  | B     | H  | H     | H  | T  | T  | Fluminense      |
| Fortaleza       | T | H  | () | H | H  | H  | T       | B | B | T  | H  | T  | T  | B  | T  | T  | T  | T (H) | () | Fortaleza       | T  | T  | T     | T  | T     | B (B) | H  | T     | T  | B     | H     | H     | T  | T     | H  | H     | B  | B  | T  | Fortaleza       |
| Grêmio          | B | T  | T  | B | () | () | B       | B | B | B  | B  | H  | T  | H  | B  | B  | B  | T     | H  | Grêmio          | T  | T  | T     | B  | T     | B     | H  | T (B) | H  | T (B) | B     | T     | H  | B     | H  | H     | T  | H  | B  | Grêmio          |
| Internacional   | T | T  | B  | H | () | () | T       | H | B | T  | T  | B  | H  | H  | B  | () | () | B     | () | Internacional   | H  | H  | H (T) | B  | T (H) | T (T) | T  | T (H) | T  | H     | T     | T (H) | T  | T     | T  | T     | B  | B  | B  | Internacional   |
| Juventude       | H | T  | B  | H | () | () | H (T)   | H | B | T  | B  | T  | B  | B  | T  | () | H  | H     | B  | Juventude       | B  | H  | T (B) | T  | B     | B (H) | T  | B     | H  | H     | B     | B     | B  | T     | H  | H [T] | –  | T  | B  | Juventude       |
| Palmeiras       | T | B  | H  | H | T  | B  | T       | T | T | T  | T  | B  | T  | H  | T  | T  | B  | T     | B  | Palmeiras       | B  | H  | H     | T  | T     | T     | T  | T     | T  | H     | T     | H     | B  | T     | T  | T [B] | –  | T  | B  | Palmeiras       |
| RB Bragantino   | H | T  | T  | H | H  | B  | T       | B | T | B  | T  | B  | H  | T  | B  | () | B  | T     | () | RB Bragantino   | B  | H  | H     | B  | B (B) | T     | H  | B (H) | H  | H     | B     | B     | H  | H     | H  | B     | H  | T  | T  | RB Bragantino   |
| São Paulo       | B | B  | T  | H | T  | T  | T       | H | H | B  | B  | T  | T  | T  | T  | B  | T  | H     | H  | São Paulo       | B  | T  | T     | B  | T     | B     | T  | B     | T  | B     | T     | H     | T  | T     | H  | H     | B  | B  | B  | São Paulo       |
| Vasco da Gama   | T | B  | B  | B | B  | T  | B       | B | H | B  | T  | B  | H  | T  | T  | T  | T  | B     | () | Vasco da Gama   | B  | H  | T     | H  | T     | T     | H  | B     | H  | H     | B (T) | T     | B  | B     | B  | B     | H  | T  | T  | Vasco da Gama   |
| Vitória         | B | () | H  | B | B  | B  | B (H)   | H | T | T  | B  | T  | B  | B  | T  | B  | B  | B     | B  | Vitória         | T  | T  | B     | H  | B     | B     | T  | T     | B  | H     | T     | T     | T  | B     | T  | H     | T  | H  | H  | Vitória         |
| Đội \ Vòng      | 1 | 2  | 3  | 4 | 5  | 6  | 7       | 8 | 9 | 10 | 11 | 12 | 13 | 14 | 15 | 16 | 17 | 18    | 19 | Đội             | 20 | 21 | 22    | 23 | 24    | 25    | 26 | 27    | 28 | 29    | 30    | 31    | 32 | 33    | 34 | 35    | 36 | 37 | 38 | Đội             |

## Thống kê

### Ghi bàn hàng đầu
| Hạng | Cầu thủ             | Đội              | Bàn thắng |
| ---- | ------------------- | ---------------- | --------- |
| 1    | Alerrandro          | Vitória          | 15        |
| 1    | Yuri Alberto        | Corinthians      | 15        |
| 3    | Estêvão             | Palmeiras        | 13        |
| 4    | Pablo Vegetti       | Vasco da Gama    | 12        |
| 5    | Pedro               | Flamengo         | 11        |
| 5    | Raphael Veiga       | Palmeiras        | 11        |
| 5    | Luciano             | São Paulo        | 11        |
| 5    | Wesley              | Internacional    | 11        |
| 9    | Rodrigo Garro       | Corinthians      | 10        |
| 9    | José Manuel López   | Palmeiras        | 10        |
| 9    | Lucas Moura         | São Paulo        | 10        |
| 9    | Hulk                | Atlético Mineiro | 10        |
| 13   | Rafael Santos Borré | Internacional    | 9         |

Nguồn: Soccerway

#### Hat-trick
- H (= Home): Sân nhà
- A (= Away): Sân khách

| Stt | Cầu thủ       | Câu lạc bộ | Thi đấu với | Tỷ số   | Thời gian           |
| --- | ------------- | ---------- | ----------- | ------- | ------------------- |
| 1   | Raphael Veiga | Palmeiras  | Juventude   | 5–3 (A) | Vòng 30, 20/10/2024 |

### Kiến tạo hàng đầu
| Hạng | Cầu thủ            | Đội         | Số kiến tạo |
| ---- | ------------------ | ----------- | ----------- |
| 1    | Rodrigo Garro      | Corinthians | 10          |
| 2    | Estêvão            | Palmeiras   | 9           |
| 3    | Ganso              | Fluminense  | 7           |
| 3    | Matheus Pereira    | Cruzeiro    | 7           |
| 3    | Jefferson Savarino | Botafogor   | 7           |
| 6    | João Lucas         | Juventude   | 6           |
| 6    | Jean Lucas         | Bahia       | 6           |
| 6    | Cauly              | Bahia       | 6           |
| 6    | Tomás Pochettino   | Fortaleza   | 6           |
| 6    | Lucas Moura        | São Paulo   | 6           |
| 6    | Gerson             | Flamengo    | 6           |

Nguồn: Soccerway

### Số trận giữ sạch lưới
| Hạng | Cầu thủ       | Câu lạc bộ       | Số trận thi đấu | Số trận giữ sạch lưới | Tỷ lệ |
| ---- | ------------- | ---------------- | --------------- | --------------------- | ----- |
| 1    | John          | Botafogo         | 34              | 16                    | 47%   |
| 2    | Weverton      | Palmeiras        | 37              | 16                    | 43%   |
| 3    | João Ricardo  | Fortaleza        | 38              | 13                    | 34%   |
| 4    | Fábio         | Fluminense       | 37              | 13                    | 35%   |
| 5    | Marcos Felipe | Bahia            | 34              | 9                     | 26%   |
| 6    | Walter        | Cuiabá           | 36              | 9                     | 25%   |
| 7    | Rafael        | São Paulo        | 25              | 8                     | 32%   |
| 8    | Everson       | Atlético Mineiro | 25              | 8                     | 32%   |
| 9    | Léo Jardim    | Vasco da Gama    | 38              | 8                     | 21%   |
| 10   | Sergio Rochet | Internacional    | 28              | 8                     | 28%   |
| 11   | Lucas Arcanjo | Vitória          | 37              | 8                     | 22%   |
| 12   | Agustín Rossi | Flamengo         | 35              | 8                     | 23%   |

Nguồn: FootyStats

## Giải thưởng

### Giải thưởng hàng tháng
| Tháng    | Cầu thủ của tháng  | Cầu thủ của tháng | Cầu thủ trẻ của tháng | Cầu thủ trẻ của tháng | Thủ môn của tháng | Thủ môn của tháng    | Tham khảo               |
| Tháng    | Cầu thủ            | Đội               | Cầu thủ               | Đội                   | Cầu thủ           | Đội                  | Tham khảo               |
| -------- | ------------------ | ----------------- | --------------------- | --------------------- | ----------------- | -------------------- | ----------------------- |
| Tháng 4  | Gustavo Scarpa     | Atlético Mineiro  | Mateo Ponte           | Botafogo              | Bento             | Athletico Paranaense | [ 89 ] [ 90 ] [ 91 ]    |
| Tháng 5  | Nicolás de la Cruz | Flamengo          | Alisson Santana       | Atlético Mineiro      | Bento             | Athletico Paranaense | [ 92 ] [ 93 ] [ 94 ]    |
| Tháng 6  | Pedro              | Flamengo          | Kaiki Bruno           | Cruzeiro              | Weverton          | Palmeiras            | [ 95 ] [ 96 ] [ 97 ]    |
| Tháng 7  | Pedro              | Flamengo          | Mateus Carvalho       | Vasco da Gama         | João Ricardo      | Fortaleza            | [ 98 ] [ 99 ] [ 100 ]   |
| Tháng 8  | Luiz Henrique      | Botafogo          | Estêvão               | Palmeiras             | Hugo Souza        | Corinthians          | [ 101 ] [ 102 ] [ 103 ] |
| Tháng 9  | Alan Patrick       | Internacional     | Igor Jesus            | Botafogo              | Weverton          | Palmeiras            | [ 104 ] [ 105 ] [ 106 ] |
| Tháng 10 | Gerson             | Flamengo          | Luiz Henrique         | Botafogo              | Hugo Souza        | Corinthians          | [ 107 ] [ 108 ] [ 109 ] |